# ترزا اسکانلان
ترزا اسکانلان (به انگلیسی: Teresa Scanlan) (زاده ۶ فوریه ۱۹۹۳) وکیل، مدل و ملکه زیبایی اهل آمریکا است.
او در سال ۲۰۱۱ به نمایندگی از نبراسکا برنده دوشیزه آمریکا شد.

## زندگی نامه
اسکانلان از نژاد کروات است. پدربزرگ و مادربزرگ مادری او ، فرانک و نیوز ژلیچ (جلیچ) ، از ایلوویک ، کرواسی به ایالات متحده مهاجرت کردند. اسكانلان تا سال اول دبیرستان در خانه تحصیل می كرد ، قبل از اینكه نیمی از سال اول را به صورت نیمه وقت در دبیرستان گرینگ بگذراند. او پس از گذراندن دو برابر کلاس در کل دبیرستان ، در بهار 2010 از دبیرستان اسکاتسبلوف زود فارغ التحصیل شد. ترزا به عنوان یک سلامکار برای کلاس اسکاتسبلوف در سال 2010 انتخاب شد. او در دبیرستان اسکاتسبلوف ، نقش اصلی شارپای ایوانز را در صحنه موسیقی موزیکال دیزنی بازی کرد. او همچنین در گروه کر ، گروه نمایشی و سخنرانی شرکت کرد. در سال 2012 ، وی به عنوان دانشجو در کالج پاتریک هنری ثبت نام کرد.
- در اوقات فراغت ، اسكانلان از آواز ، بازیگری ، رقص ، نواختن پیانو و گیتار ، ساخت آهنگ ، پخت و پز ، شركت در فعالیت های كلیسای محلی خود و ساخت لباس از نوار چسب لذت می برد ، از دیگر سرگرمی های دیگر.

در سال 2018 ، اسکانلان اعلام کرد که در حالی که تحصیلات خود را در دانشکده حقوق UC Berkeley ادامه می دهد ، به عنوان درجه یک هواپیمایی به گارد ملی هوایی پیوسته است. وی به عنوان عضوی از گارد ملی هوایی وایومینگ در 153 اسکادر پشتیبانی نیرو خدمت می کند. اسکلان از کلاس آموزش مقدماتی جنگ خود در 10٪ برتر فارغ التحصیل شد.

## زندگی خصوصی
در تاریخ 6 سپتامبر 2015 ، اسکانلان پس از هشت ماه نامزدی با جان موکادلو ، فروشنده اتومبیل کانتیکت ، ازدواج کرد، موکادلو و اسکانلان به طور رسمی برای سازمان بورس تحصیلی میس کانتیکت در برنامه دوشیزه آمریکا خدمت کردند. در سال 2016 ، اسکانلان و همسرش صاحب یک پسر شدند و بعداً در همان سال طلاق گرفتند.